# Pilica zanutoi
Pilica zanutoi là một loài ruồi trong họ Asilidae. Pilica zanutoi được Artigas & Papavero miêu tả năm 1988. Loài này phân bố ở vùng Tân nhiệt đới.